# Philoria
A Philoria a kétéltűek osztályának békák (Anura) rendjébe és a mocsárjáróbéka-félék (Limnodynastidae) családjába tartozó nem. 

## Elterjedése
A nembe tartozó fajok Ausztráliában, azon belül Queensland, Új-Dél-Wales és Victoria államokban honosak.

## Rendszerezés
A nembe az alábbi fajok tartoznak:
- Philoria frosti Spencer, 1901
- Philoria kundagungan (Ingram & Corben, 1975)
- Philoria loveridgei Parker, 1940
- Philoria pughi Knowles, Mahony, Armstrong & Donnellan, 2004
- Philoria richmondensis Knowles, Mahony, Armstrong & Donnellan, 2004
- Philoria sphagnicolus (Moore, 1958)